# Járó Zsuzsa
Járó Zsuzsa (Nyíregyháza, 1977. március 15. –) magyar színésznő.

## Életpályája
Szülővárosában kislányként a helyi színház stúdiójába járt. Később az Új Színház Stúdiójában is tanult. 2003-ban végzett a Színház- és Filmművészeti Egyetemen Máté Gábor és Horvai István osztályában. Színházi gyakorlatát az Örkény István Színházban töltötte. 2004–2006 között az Örkény Színház, 2006-2011 között az egri Gárdonyi Géza Színház szerződtetett művésze. 2011-2017 között a Vígszínház tagja. 2017-től szabadúszó, mellette az Orlai Produkciós Iroda társulatának tagja.
Első férje Bede-Fazekas Szabolcs volt, akivel a főiskola előtt házasodtak össze. Második férje, Schruff Milán, szintén színész. 2011-ben született meg kislányuk, Julianna.

## Színházi szerepei
- Second life avagy kétéletem (Hatszín Teátrum)

## Film- és tévészerepei
- Szerelemtől sújtva (2003)
- Jött egy busz (2003)
- A harmadik fiú (tv-film (2006)
- 1984: A Nagy könyv (2007)
- Jóban Rosszban (2005-2006) ...Szirmai Anita
- A nyomozó (2008)
- Majdnem szűz (2008)
- Presszó (tv-sorozat (2008) ...Éva
- Utolér (2010)
- Hőskeredők (tv-film) (2013) ...Parasztasszony
- Hacktion: Újratöltve (tv-sorozat (2013) ...Vaskó Éva
- Dumapárbaj (2015) ...HR
- Testről és lélekről (2017) ...Zsuzsa, Endre lánya
- Korhatáros szerelem (2018) ...Zsuzsa, Sári édesanyja
- A tanár (2018) ...Roland édesanyja
- Drága örökösök (2019-2020) ...Szappanos Mónika
- Most van most (2019)
- Drága örökösök – A visszatérés (2022–2024) ...Szappanos Mónika
- Cella – Letöltendő élet (2023) ...Kollár Zsusza
- Hat hét (2023) – Bea

## Műsorai
- A Konyhafőnök VIP (2020) – versenyző

## Díjai és kitüntetései
- Varsányi Irén-emlékgyűrű (2015)
- Kultikikötő Közönségdíj (2019)